# Uwe Seeler
Uwe Seeler (Hamburg, 5 de novembre de 1936 - Norderstedt, 21 de juliol de 2022) fou un futbolista i entrenador de futbol alemany.

## Trajectòria
Seeler passà quasi tota la seva vida esportiva a l'Hamburger SV, refusant sovint ofertes per jugar a Itàlia o Espanya. Fou un destacat golejador. Marcà 137 gols en 269 partits a la Bundesliga; 43 cops en els 72 partits internacionals que disputà amb Alemanya; i 21 gols en 29 partits europeus de club. Fou capità tant del seu club com de la selecció durant molts anys. Amb l'Hamburg guanyà la lliga alemanya el 1960 i la copa el 1963. Fou el màxim golejador de lliga la temporada 1963-64 i nomenat futbolista alemany de l'any el 1960, 1964 i 1970. El 1978 jugà al Cork Celtic FC, el seu darrer any com a jugador en actiu.
Participà en les mateixes Copes del Món que Pelé: 1958, 1962, 1966, i 1970. La millor actuació l'assolí el 1966 en què acabà en segona posició, només perdent a la pròrroga de la final, enfront dels amfitrions, Anglaterra. Fou el primer futbolista a marcar gol en 4 edicions del Mundial (superant Pelé per pocs minuts), i l'únic jugador en marcar almenys 2 gols en 4 Mundials. És el tercer jugador amb més minuts en les copes del món, amb 1980, per darrere de Paolo Maldini i Lothar Matthäus (a data de 2008).
Fou president de l'Hamburger SV, des del 1995 i durant un període de dos anys i mig. Va haver d'abandonar el càrrec per un escàndol financer. Al final de la seva vida visqué a Norderstedt, al nord de la seva ciutat nadal d'Hamburg.